# Leonard Meister

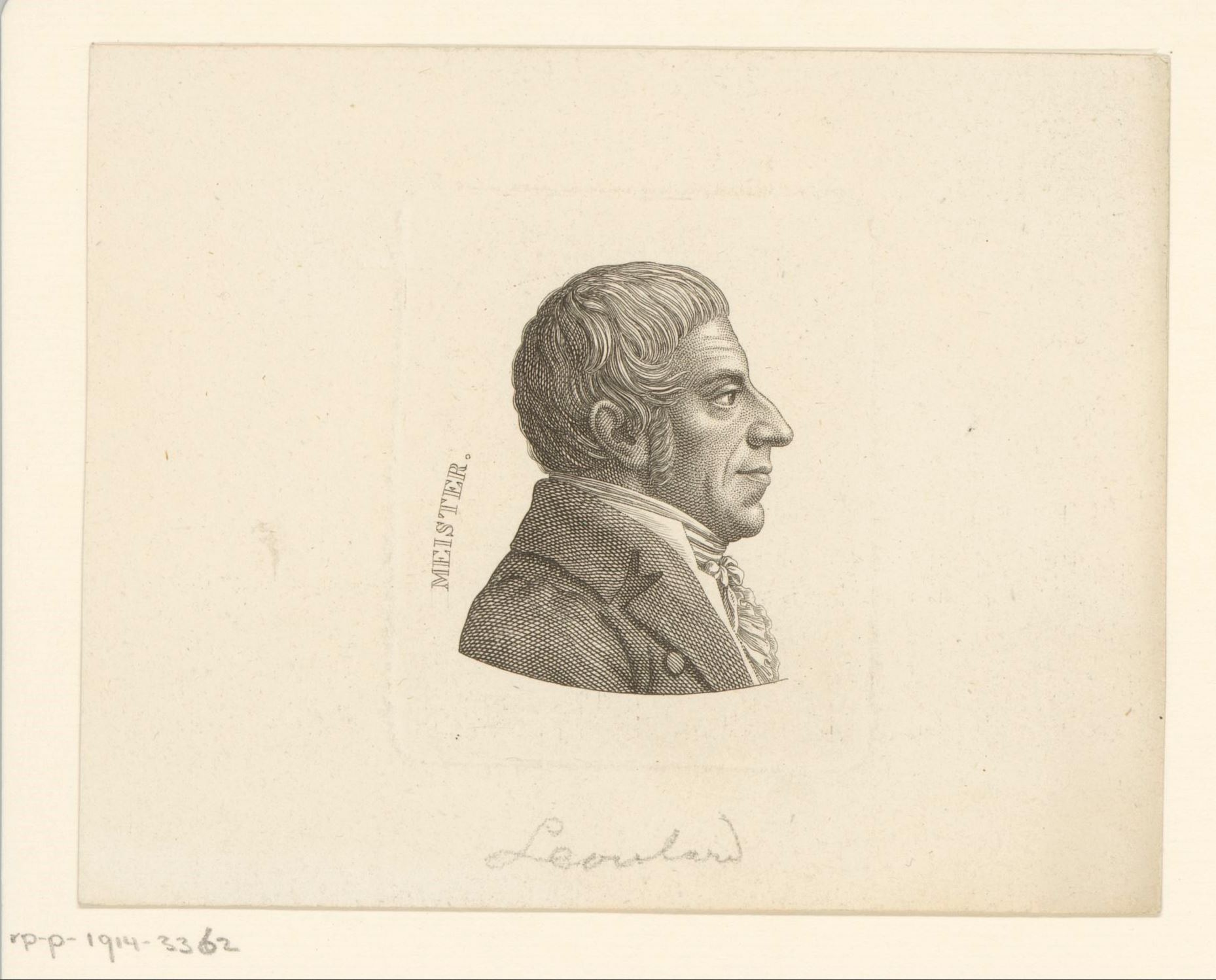
Leonard Meister

Leonard Meister, auch Leonhard Meister (* 2. Dezember 1741 in Neftenbach; † 23. Oktober 1811 in Kappel am Albis), war ein Schweizer Lehrer, Politiker und evangelischer Geistlicher; sein Pseudonym war Nolehard Steimer.

## Leben

### Familie
Leonard Meister war der Sohn des Pfarrers Johannes Meister (* 1698 in Zürich; † 1746) und dessen zweiter Ehefrau Anna (geb. Künzlin) († 1777); er hatte noch fünf leibliche Geschwister. Sein Onkel war Johann Heinrich Meister, Pfarrer in Küsnacht, und dessen Sohn Jacques-Henri Meister war sein Cousin.
Er war seit dem 11. Juli 1779 mit Anna Maria (* 7. Juni 1755 in Zürich; † 1836), Tochter des Kaufmanns Hans Jakob Steffen (Steffan) (1704–1780), verheiratet. Seit seiner Jugendzeit war er mit Christoph Heinrich Myller befreundet und pflegte später eine Freundschaft mit dem Dichter Christoph Martin Wieland.

### Werdegang
Nach dem Tod seines Vaters zog die Mutter von Leonard Meister mit den Kindern nach Zürich. Er besuchte, gemeinsam mit seinem Cousin Jacques-Henri Meister, in Zürich das Collegium Carolinum und hatte dort unter anderem Unterricht bei Johann Jakob Breitinger, Johann Jakob Steinbrüchel, Johann Rudolf Ulrich, Hirzel und Johann Jakob Bodmer. Weil in der Familie seines Onkels fast ausschliesslich Französisch gesprochen wurde, wurde hier der Grund zu seiner späteren französischen Sprachgewandtheit gelegt. Nach einem Studium der Theologie bei Johann Jakob Cramer (1714–1769) an der Universität Zürich, erfolgte 1764 seine Ordination und er gab darauf einige Jahre Privatunterricht in Zürich.
Meister war von 1767 bis 1769 Hauslehrer beim späteren Landammann Jakob Zellweger-Wetter in Trogen, bevor er von 1773 bis 1793 als Professor für Geografie und Geschichte an der Kunstschule (auch obere Industrieschule) in Zürich unterrichtete. Zu seinen Schülern gehörte unter anderem der spätere Politiker und Historiker Ludwig Meyer von Knonau. 1791 erfolgte seine Wahl zum Pfarrer an der Kapelle St. Jakob (heute St.-Jakobs-Kirche) in Aussersihl; dort blieb er bis 1799 in diesem Amt.
Meister war 1798 auch Redakteur der Zeitung Der schweizerische Republikaner, die von Johann Konrad Escher und Paul Usteri herausgegeben wurde. 1799 wurde er, auf Drängen seines Freundes Peter Ochs, gemeinsam mit Georg Franz Hofmann, Redaktionssekretär des Helvetischen Direktoriums und Verfasser des Blatts Journal von und für Helvetien, erst in Luzern, später dann in Bern; aufgrund ausbleibender Besoldung bewarb er sich bereits 1800 als Pfarrer in Langnau am Albis, bis er 1806 sich für ein Jahr in Rüschlikon am Zürichsee privatisierte.
1808 übernahm er die Pfarrei in Kappel am Albis und blieb dort bis zu seinem Tod. Anfang des Jahres vor seinem Tod war er bereits schwer erkrankt.

### Schriftstellerisches und politisches Wirken
Leonard Meister fand 1768 Anerkennung in Deutschland durch die Publikation seiner Sammlung Romantischer Briefe; eine Schrift, von der Christian Adolph Klotz später sagte, dass dies das Produkt eines Kopfes wäre, der ein brausender Most, von dem man nicht wisse, ob Essig oder Wein daraus werde, sei.
Er veröffentlichte populärphilosophische und historische Werke, insbesondere auch für Frauen, unter anderem 1793 mit seiner Monatschrift für Helveziens Töchter und 1796 Der Philosoph für den Spiegeltisch.
Heinrich Pfenninger zeichnete und stach für ihn in den 1780er Jahren Porträts schweizerischer und deutscher Dichter, darunter auch Friedrich Gottlieb Klopstock und Johann Wolfgang von Goethe, die zwischen 1787 und 1789 veröffentlicht wurden; Johann Wolfgang von Goethe sagte über seine Werke: Ich finde in allen seinen Schriften einen Leonard, aber nirgends einen Meister.
In Zürich gehörte er zu den spätaufklärerischen Kritikern der Schriften von Johann Caspar Lavater und Nikolaus Ludwig von Zinzendorf; zu diesen Kritikern gehörten auch Johann Jakob Bodmer, Johann Jakob Breitinger, Salomon Gessner und Johann Jakob Hottinger. Bei öffentlichen Vorlesungen im akademischen Hörsaal während der Sommerferien war auch Lavater dabei, der sich allerdings wenig verärgert zeigte.
Mit seinem Libretto Der lezte Mensch schrieb er 1777 eine Kantate.
Bedeutung erlangte er durch seine internationalen Kontakte und als Vermittler aufklärerischer Gedanken. Als die Schweiz 1777 das Bündnis mit Frankreich erneuerte, unterstützte er die Gruppe, die sich in der Bürgerschaft Zürichs im demokratischen Sinn einsetzte, worauf ihm die Aristokraten «politische Wühlerei» vorwarfen; dies führte 1791 zur Aufgabe seiner Professur.
1786 veröffentlichte er unter dem Pseudonym Nolehard Steimer die Schrift Erscheinung und Bekehrung des Don Quichotte de la Mancha, im letzten Viertel des achtzehnten Jahrhunderts.
Aus dem Französischen übersetzte er 1797 unter anderem Ueber den Einfluß der Leidenschaften auf das Glück ganzer Nationen und einzelner Menschen von Anne Louise Germaine de Staël.
Er stand im Briefwechsel mit Friedrich Schiller, Johann Konrad Füssli in Veltheim, General Beat Fidel Zurlauben, Joseph Anton Felix von Balthasar in Luzern, mit Staatsschreiber Isaak Iselin in Basel, mit dem Basler Zunftmeister Peter Ochs, mit dem Philosophen Jacob Vernet in Genf und mit Pater Steinegger in Einsiedeln. Der Grossteil seiner Briefe befindet sich heute in der Zentralbibliothek Zürich.
Er erhielt auch zahlreiche Besuche aus dem In- und Ausland, mit denen er gelegentliche Reisen innerhalb der Schweiz unternahm, zu diesen Besuchern gehörten unter anderem Johannes von Müller, Karl Viktor von Bonstetten, William Coxe, Gottlieb Conrad Christian Storr, Christian Konrad Wilhelm von Dohm, Johann Erich Biester, Gotthold Stäudlin, Heinrich Zschokke und Marie-Angélique Diderot, die Tochter von Denis Diderot und dessen Ehefrau Anne-Antoinette Diderot.

## Mitgliedschaften
Leonard Meister war Mitglied der Asketischen Gesellschaft in Zürich und der Helvetischen Gesellschaft.

## Ehrungen und Auszeichnungen
1786 erhielt Leonard Meister drei goldene Schaumünzen als Auszeichnungen von der Deutschen Gesellschaft in Mannheim und die Preußische Akademie der Wissenschaften in Berlin lobte ihn für die Abhandlung Vom Einflusse der Nachahmung fremder Werke auf den vaterländischen Geschmack.
Er widmete den vierten Band seiner Schrift Helvetische Geschichte von Cäsar bis Bonaparte dem Fürstprimas Karl Theodor von Dalberg und erhielt hierfür von diesem eine goldene, mit Brillanten besetzte Dose.

## Schriften (Auswahl)
- Dissertatio theologica de singulari, quae regi Davidi obtigit, divina patefactione, fore, ut Messias Deus homo ex eius stirpe nascatur : ad II. Samuel c. VII:19 coll. sum I. Chron. c. XVII:17. Zürich, 1764.
- Sammlung Romantische Briefe. 1769.
- Von der Mode. Bern, 1769.
- Das Schweizer Journal. 1770.
- Launen der Muße. Bern, 1770.
- Dissertatio Exegetico-Historica In Orationem Dominicam: Matth. Cap. VI. v. 9. seq. & Luc. Cap. XI. v. 2. seq. Zürich, 1771.
- Dissertationum theologicarum de munere ecclesiastico, eiusque partibus ac officiis quinta : quae est de ministrorum necessaria missione et vocatione. Zürich, 1772.
- Souvenir für den Nachtisch meiner Freündin. Zürich, 1772.
- Einweyhungsrede der neu-errichteten Kunstschule: gehalten den 16. Herbstmonat 1773. Zürich, 1773.
- Beyträge zur Geschichte der Künste und Gewerbe, der Sitten und Gebräuche. Zürich, 1774.
- Ueber die Schwermerei.
  - Band 1. Bern, 1775.
  - Band 2. Bern, 1777.
- Vorschlag zu einer Logik für den Enthusiasmus: Eine Zugabe zu des Herrn Prof. Leonh. Meisters in Zürich Vorlesung über die Schwärmerey. Helmstedt, 1776.
- Fortsetzung des Vorschlages zu einer Logik für den Enthusiasmus. Helmstedt, 1776.
- Nachricht von der öffentlichen Kunstschule in Zürich: zur Empfehlung einer besondern Parallelschule. Zürich, 1776.
- Der lezte Mensch: eine Cantate. Zürich, 1777.
- Beyträge zur Geschichte der teutschen Sprache und National-Litteratur.
  - Band 1. London, 1777.
  - Band 2. Heidelberg, 1780.
- Erweckungen zur Busse bey Anlaß der Ueberschwemmung in Küßnach, den 8. Heumonat 1778. Zürich, 1778.
- Ueber die Einbildungskraft. 1778.
- Sittenlehre der Liebe und Ehe. Winterthur, 1779.
- Über die Heyrathen.
  - Band 1. Potsdam, 1779.
  - Band 2. Potsdam, 1779.
- Kleine Schriften vermischten Inhalts. Basel, 1781.
- Isaac Iselin; Leonard Meister;Johann Heinrich  Pestalozzi: Ueber die Aufwandgesetze: Sammlung einiger Schriften, welche bey der Aufmunterungs-Gesellschaft in Basel eingeloffen sind, über die Frage: In wie fern ist es schicklich dem Aufwande der Bürger, in einem kleinen Freystaate, dessen Wohlfahrt auf die Handelschaft gegründet ist, Schranken zu setzen? Basel, 1781.
- Ueber die teutsche Litteratur: Jhre Gebrechen und die Ursachen derselben, wie auch Mittel Zu ihrer Verbesserung. Zürich, 1781.
- Berühmte Züricher. Band 1–2. Basel, 1782.
- Kleine Reisen durch einige Schweitzer-Cantone. Basel, 1782.
- Leonard Meister; Heinrich Pfenninger: Helvetiens berühmte Männer. (1833 fortgesetzt von Johann Jakob Bernet (1800–1851)[13]).
  - Band 1. Zürich; Winterthur, 1782 (2. Auflage. Zürich, 1799).
  - Band 3, 1. Heft. Zürich; Winterthur, 1786.
  - Band 3, 2. Heft. Zürich; Winterthur, 1787.
  - Band 3, 3. Heft. Zürich; Winterthur, 1790.
  - Band 3, 4. Heft. Zürich; Winterthur, 1792.
  - Band 3, 5. Heft. Zürich; Winterthur, 1793.
- Fliegende Blätter, historischen und politischen Inhalts. Basel, 1783.
- Kaiser Rudolph von Habsburg. Nürnberg, 1783.
- Ueber Bodmern, nebst Fragmenten aus seinen Briefen. 1783.
- Hauptscenen der helvetischen Geschichte.
  - Band 1. Zürich, 1784.
  - Band 2. Zürich, 1784.
- Helvetische Scenen der neueren Schwärmerei und Intoleranz. 1785.
- Sittenlehre der Liebe und Ehe. Winterthur, 1785.
- Aeltere und neuere wöchentliche Beyträge zur Geschichte der Gebräuche und Sitten der Kunst und Natur. Zürich, 1785.
- Sittenlehre der Liebe und Ehe : nebst einer Beylage über die helvetische Galanterie. Winterthur, 1785.
- Meine Phantasien und Rhapsodien. Zürich, 1785.
- Characteristik deutscher Dichter. Zürich, 1785–1793 (Digitalisat)
  - Band 1. St. Gallen; Leipzig, 1789.
  - Band 2. St. Gallen; Leipzig, 1789.
- Erscheinung und Bekehrung des Don Quichotte de la Mancha, im letzten Viertel des achtzehnten Jahrhunderts. Basel, 1786.
- Helvetische Galerie großer Männer und Thaten für die vaterländische Jugend. 1786.
- Geschichte von Zürich bis zu Ende des 16. Jahrhunderts. Zürich, 1786.
- Abriß des eydgenößischen Staatsrechtes überhaupt nebst dem besondern Staatsrechte jedes Kantons und Ortes. St. Gallen, 1786.
- Vom Einflusse der Nachahmung fremder Werke auf den vaterländischen Geschmack. 1786.
- Grundlinien der holländischen Geschichte. Zürich, 1787.
- Friedrich des Großen wohltätige Rücksicht auch auf Verbesserung teutscher Sprache und Litteratur. Zürich, 1787.
- Hauptumriß der älteren Völkergeschichte, nebst Einleitung in die schönen Künste und Literatur. Zürich, 1787.
- Kurzgefaßte Geschichte der römischen Hierarchie und ihrer heiligen Kriege bis zur Vertilgung der Tempelherrn. Zürich, 1788.
- Kurze Geschichte des französischen Reichstages bis zur Bürgerbewaffnung nebst Neckers Vortrage. Zürich, 1789.
- Schweizerische Spaziergänge. St. Gallen, 1789.
- Schweizerische Geschichten und Erzehlungen. Winterthur, Steiner, 1789
- Caracteres des Poëtes les plus distingués de l'Allemagne. Winterthur, 1789.
- Leonard Meisters vermischte historische Unterhaltungen zu einiger Beleuchtung über Europens Entwicklung seit dem Mittelalter bis zu dem Westphälischen Frieden. Zürich, 1789.
- Caracteres des poëtes les plus distingués de l'Allemagne avec leurs portraits. Zürich, 1789.
- Neue schweizerische Spaziergänge. 1790.
- Almanach für die Jugend: auf das Jahr 1789. Zürich, 1789.
- Vermischte historische Unterhaltungen über Europens Umbildung während der letzten Hälfte des 18. Jahrhunderts. St. Gallen, 1790.
- Theokratische Sittengemälde aus dem Heiligthume morgenländischer Vorwelt. 1791.
- Portraits des Hommes Illustres de la Suisse. Zürich, 1792.
- Monatsschrift für Helvetiens Töchter.  Zürich, 1793.
- Leonard Meister über die Leidensgeschichte Jesu. Zürich, 1793.
- Leonard Meister's kurze Betrachtungen über Jesu Bergpredigt. Zürich, 1794.
- Ulrich Zwingli: Ein vaterländisches Schauspiel. Zürich, 1794.
- Briefe an Freundinnen. 1794.
- Über die Einbildungskraft in ihrem Einfluss auf Geist und Herz. Zürich, 1795.
- Über Aberglaube, Einbildungskraft und Schwärmerey. Bern, 1795.
- Leonard Meisters öffentliche Zurechtweisung des Urhebers von einem tödtlichen Schlaghandel und seiner Mitgesellen. Zürich, 1795.
- Leonard Meister's Gelegenheitsreden die eine bey Eröfnung der Repetierschule, die andere am Bettage den 15. März 1795. Zürich, 1795.
- Historisch-geographisch-statistisches Lexikon von der Schweiz.
  - Band 1. Ulm, 1796.
  - Band 2. Ulm, 1796.
- Der Philosoph für den Spiegeltisch. 1796.
- Geschichte der deutschen Sprache und der deutschen Schriftstellerwelt im 15ten und 16ten Jahrhundert.
  - Band 1. Bern, 1796.
  - Band 2. Bern, 1796.
- Anne Louise Germaine de Staël; Leonard Meister: Ueber den Einfluss der Leidenschaften auf das Glück ganzer Nationen und einzelner Menschen. Zürich; Leipzig, 1797.
- Lehrmeister über die Verfassung des untheilbaren, helvetischen Freistaates. 1798.
- Ueber den Gang der politischen Bewegungen in der Schweiz.
  - Jänner – Februar. Zürich, 1798.
  - Märzmonat. Zürich, 1798.
  - April. Zürich, 1798.
- Leonard Meister an die christliche Gemeine in Langnau in dem Kantone Zürich. Aarau, 1800.
- Helvetischer Staats-Almanach auf das Jahr 1800. Bern, 1800.
- Welt und Gesellschaft im einsamen Bergthale. St. Gallen, 1801.
- Erwas aus der höhern Geisterlehre zum Besten für das schöne Geschlecht. In: Der Helvetische Volksfreund vom 7. Februar 1801. S. 1–4.
- Über die Verlängerung der provisorischen Regierung. In: Der Helvetische Volksfreund vom 6. Juni 1801. S. 1–4.
- Helvetische Geschichte von Cäsar bis Bonaparte. 4 Bände. 1802–1809. 1815 von Markus Lutz mit einem fünften Band fortgesetzt.[14]
  - Band 1. St. Gallen; Leipzig, 1802.
  - Band 2. St. Gallen; Leipzig, 1802.
  - Band 3. St. Gallen; Leipzig, 1803.
  - Band 4. St. Gallen, 1809.
  - Band 5. St. Gallen, 1815.
- Helvetische Blätter für das Bedürfnis der Zeit. 1802.
- Der Greis im Frühling. Basel, 1802.
- Jesus von Nazareth, sein Leben und Geist aus der Urquelle geschöpft, nach dem Matthäus. Basel, 1802.[15]
- Gemälde der Liebe. Basel, 1803.
- Helvetische Revolutionsgeschichte. Basel, 1803.
- Erzählungen des Greisen am Kamine. Winterthur, 1805.
- Geschichte des Menschen nach Körper und Seele. Leipzig, 1805.
- Launigte Phantasien. Winterthur, 1805.
- Autobiographische Fragmente. 1805. In: Erinnerungen aus Leonard Meisters Leben. In: Schweizerisches Museum, 1. Jahrgang. Aarau, 1816. S. 535–560.
- Meisteriana oder über die Welt und den Menschen, über Kunst, Geschmack und Litteratur. St. Gallen, 1811.
- Schweizerische Erzählungen.